# Tori (Estonie)
Pour les articles homonymes, voir Tori.
Tori est un petit bourg de la commune de Tori du comté de Pärnu en Estonie.
Au 31 décembre 2011, il compte 457 habitants.